# Tjarbach (tunnelbanestation)
Tjarbach (armeniska: Չարբախ) är en station på Jerevans tunnelbana i Armeniens huvudstad Jerevan. Den ligger i stadsdistriktet Sjengavit och är slutstation för ett enkelspår från stationen Sjengavit. 
Tjarbach är en enkelspårsstation som är anlagd på marknivå och betjänas av enskilda motorvagnar.
Tjarbach tunnelbanestation öppnades den 26 december 1996.